# Partido dos Jovens Progressistas
O Partido dos Jovens Progressistas (em inglês: Young Progressives Party), também conhecido pelo acrônimo YPP, é um partido político minoritário social-democrata da Nigéria. Fundado em 7 de junho de 2017, o partido propõe-se a desafiar a hegemonia política dos dois partidos majoritários da política nigeriana: o Congresso de Todos os Progressistas (APC) e o Partido Democrático do Povo (PDP). Em seu manifesto, seus filiados defendem políticas públicas voltadas a melhorar o bem-estar social, lutar pela justiça social e proporcionar igualdade de oportunidades para todos os cidadãos do país.

## Histórico
Com apenas 2 anos de existência, o YPP decidiu participar das eleições gerais de 2019 e lançou a candidatura presidencial de Kingsley Moghalu, que obteve 21 886 votos (0,08% dos votos válidos), não sendo eleito. Entretanto, o partido teve melhor sorte nas eleições legislativas, conseguindo eleger Ifeanyi Ubah para o Senado da Nigéria e 22 deputados em assembleias estaduais espalhadas pelo país.

## Resultados eleitorais

### Eleições presidenciais
| Eleição | Candidato        | Votos válidos | %     | Situação   |
| ------- | ---------------- | ------------- | ----- | ---------- |
| 2019    | Kingsley Moghalu | 21 886        | 0,08% | Não eleito |

### Eleições legislativas
| Eleição | Senado da Nigéria | Senado da Nigéria | Senado da Nigéria | Senado da Nigéria | Câmara dos Representantes | Câmara dos Representantes | Câmara dos Representantes | Câmara dos Representantes |
| Eleição | Votos válidos     | %                 | Assentos          | +/-               | Votos válidos             | %                         | Assentos                  | +/-                       |
| ------- | ----------------- | ----------------- | ----------------- | ----------------- | ------------------------- | ------------------------- | ------------------------- | ------------------------- |
| 2019    | 87 081            | 3,47%             | 1 / 109           | Novo              | Não disputou              | Não disputou              | 0 / 360                   | Novo                      |